# Радозналост
Радозналост је особина коју поседују људи и животиње која их тера да сазнају нешто ново или добију неку нову информацију значајну за њих путем истраживања, испитивања и учења. То је почетна фаза сваког човековог нагона за учењем и жеље да се стекне неко ново знање или вештина. Код човека је радозналост најизраженија у детињству, али се наравно појављује и касније.
Синоними за радозналост су знатижеља, љубопитљивост и куриозитет (од латинског cūriōsus).

## Узроци
Радозналост се може посматрати као урођени квалитет многих различитих врста. То је уобичајено за људска бића у свим узрастима од детињства до одраслог доба, и лако га је приметити код многих других животињских врста; ово укључује човеколике мајмуне, мачке и глодаре. Ране дефиниције наводе радозналост као мотивисану жељу за информацијама. За ову мотивациону жељу се каже да потиче из страсти или апетита за знањем, информацијама и разумевањем.
motivation
Ове традиционалне идеје радозналости су се недавно прошириле да сагледају разлику између перцептивне радозналости као урођеног истраживачког понашања које је присутно код свих животиња и епистемичке радозналости као жеље за знањем које се посебно приписује људима.
Данијел Берлин је препознао три главне променљиве које играју улогу у изазивању радозналости; наиме, психофизичке, еколошке и колативне варијабле. Психофизичке променљиве одговарају физичком интензитету, а еколошке променљиве мотивационом значају и релевантности задатка. Колативне променљиве се називају „колативне“ јер укључују поређење између различитих стимуланса или карактеристика, који се заиста могу приметити или које се могу призвати из меморије. Берлин је споменуо четири колативне променљиве; наиме, новина, сложеност, неизвесност и конфликт. Истовремено, он је сугерисао да све колативне променљиве вероватно укључују конфликт. Поред тога, он је разматрао три променљиве које су допунске за новину, наиме промену, изненађење и несклад. Коначно, радозналост може бити изазвана не само перцепцијом неког стимулуса који је повезан са горе наведеним варијаблама („специфично истраживање“), већ и недостатком стимулације, из „досаде“ („диверзивно истраживање“).

## Понашање вођено радозналошћу
Понашање вођено радозналошћу се често дефинише као понашање кроз које се стиче знање, и стога треба да обухвати сва понашања која омогућавају приступ или повећавају сензорне информације. Берлин је поделио понашање вођено радозналошћу у три категорије; наиме, оријентациони одговори, локомоторно истраживање и истражни одговори, или истражна манипулација. Раније је Берлин већ сугерисао да радозналост такође укључује вербалне активности, као што је постављање питања, и симболичке активности, које се састоје од менталних процеса подстакнутих изнутра, као што је размишљање („епистемичко истраживање“).

## Теорије
Као и друга стања жеља и потреба која попримају апетитивни квалитет (нпр. храна), радозналост је повезана са истраживачким понашањем и искуствима награде. Радозналост се може описати као позитивне емоције и стицање знања; када је нечија радозналост пробуђена сматра се да је сама по себи награђивана и пријатна. Откривање нових информација такође може бити корисно јер може помоћи у смањењу непожељних стања неизвесности подстицањем стимулативног интересовање. Теорије су се појавиле у покушајима да се боље разуме ова потреба за исправљањем стања неизвесности и жеље да се учествује у пријатним искуствима истраживачког понашања.

### Теорија радозналости
Подскупови теорије нагона радозналости разликују се по томе да ли је радозналост примарни или секундарни нагон, и да ли је овај нагон настао због нечије потребе да осмисли и регулише своје окружење, или је изазван спољним стимулусом. Узроци могу варирати од основних потреба које треба задовољити (нпр. глад, жеђ) до потреба у ситуацијама изазваним страхом. Свака од ових теорија подскупова наводи да било да је потреба примарна или секундарна радозналост је развијена из искустава која стварају осећај неизвесности или перципиране непријатности. Радозналост тада делује као средство за отклањање ове неизвесности. Показивањем радозналог и истраживачког понашања, човек је у стању да стекне знање о непознатом и тако смањи стање неизвесности или непријатности. Ова теорија се, међутим, не бави идејом да се радозналост често може показати чак и у одсуству нових или непознатих ситуација. Ова врста истраживачког понашања је уобичајена код многих врста. Узмите пример људског малишана који ће, ако му је досадно у својој тренутној ситуацији без побудних стимулуса, ходати док се не пронађе нешто занимљиво. Уочавање радозналости чак и у одсуству нових стимуланса указује на један од главних недостатака у моделу нагона радозналости.

### Теорија когнитивне конзистентности
Теорије когнитивне конзистентности претпостављају да „када су две или више истовремено активних когнитивних структура логички неконзистентне, узбуђење се повећава, што активира процесе са очекиваном последицом повећања доследности и смањења узбуђења.“ Слично теорији оптималног узбуђења, теорија когнитивне конзистентности сугерише да постоји тенденција да се узбуђење одржи на жељеном или очекиваном нивоу, али такође експлицитно повезује количину узбуђења са количином доживљене неконзистентности између очекиване ситуације и стварно перципиране ситуације. Када је ова недоследност мала, користи се истраживачко понашање изазвано радозналошћу да би се прикупиле информације са којима се очекивање може ажурирати учењем да се усклади перцепција, чиме се смањује недоследност. Овај приступ ставља радозналост у ширу перспективу, укључујући агресију и страх. Односно, ако је недоследност већа, страх или агресивно понашање могу бити употребљени да би се променила перцепција како би се ускладила са очекивањем, у зависности од величине недоследности као и специфичног контекста. Претпоставља се да агресивно понашање мења перцепцију тако што њоме насилно манипулише тако да одговара очекиваној ситуацији, док неспутани страх резултира бекством, чиме се уклања недоследан стимуланс из перцептивног поља и решава недоследност.

### Интеграција пута награђивања у теорију
Узимајући у обзир недостатке теорије о покретању радозналости и теорије оптималног узбуђења, учињени су покушаји да се интегришу неуробиолошки аспекти награде, жеље и задовољства у свеобухватнију теорију радозналости. Истраживања сугеришу да чин жеље и жеље за новим информацијама директно укључује мезолимбичке путеве мозга који директно доприносе активацији допамина. Употреба ових путева и активација допамина може објаснити приписивање вредности новим информацијама, а затим тумачење као награде. Овај аспект неуробиологије може да прати теорију нагона радозналости у мотивисању истраживачког понашања.

## Улога неуролошких аспеката и структура
Иако је феномен радозналости широко прихваћен, његови основни узроци су релативно непознати изван теорије. Међутим, недавне студије су пружиле известан увид у неуролошке механизме који чине оно што је познато као пут награђивања који може утицати на карактеристике повезане са радозналошћу, као што су учење, памћење и мотивација. Због сложене природе радозналости, истраживање које се фокусира на специфичне неуронске процесе са овим карактеристикама може помоћи у стварању бољег разумевања феномена радозналости у целини. Следе карактеристике радозналости и њихове везе са неуронским аспектима који се могу сматрати суштинским у креирању истраживачког понашања.

### Мотивација и награда
Нагон да се науче нове информације или изврши нека радња може бити подстакнут ишчекивањем награде. Дакле, оно што се научи о мотивацији и награди може помоћи да се разуме радозналост.
Награда се дефинише као позитивно појачање радње, појачање које подстиче одређено понашање путем емоционих сензација олакшања, задовољства и сатисфакције који су у корелацији са срећом. Многа подручја у можданом подручју награђују и делују заједно како би формирала оно што се зове пут награђивања. На овом путу многи неуротрансмитери играју улогу у активацији осећаја награде, укључујући допамин, серотонин и опиоиде.
Допамин је повезан са радозналошћу, јер додељује и задржава наградне вредности добијених информација. Истраживања сугеришу и да је стимулус непознат, у поређењу са активацијом допамина када је стимулус познат.

#### Nucleus accumbens
Nucleus accumbens је формација неурона која је важна у активацији пута награђивања — као што је ослобађање допамина у истраживању одговора на нове или узбудљиве стимулусе. Брзо ослобађање допамина примећено током детињства и адолесценције је важно у развоју, пошто су радозналост и истраживачко понашање највећи фактори за учење током раних година.
Осећајно задовољство „свиђања“ може се јавити када се опиоиде ослобађа nucleus accumbens. Ово помаже особи да процени непознату ситуацију или окружење и прида вредност новом објекту. Ови процеси жеље и допадања играју улогу у активирању система награђивања мозга, а можда и у стимулацији тенденција радозналости или тенденција тражења информација.

#### Каудатно језгро
Каудатно језгро је регион мозга који је веома респонсиван на допамин и још је једна компонента пута награђивања. Истраживања сугеришу да каудатно језгро предвиђа могућност и награду за истраживачко понашање и прикупљене информације, доприносећи тако факторима радозналости.

#### Предњи кортекси
Региони предњег инсуле и предњег сингулатног кортекса су у сукобу и надражају, и као такви изгледа да појачавају одређене истраживачке моделе радозналости.

#### Кортизол
Кортизол је хемикалија позната по својој улози у регулацији стреса. Међутим, кортизол такође може бити повезан са радозналим или истраживачким понашањем. Студије које сугеришу улогу кортизола у радозналости подржавају теорију оптималног узбуђења. Оне сугеришу ослобађање мало кортизола, изазивајући одређени стрес, подстичу радознало понашање, док превише стреса може да покрене одговор „повлачења“.